# Тодор Киселичков
Тодор Михайлов Киселичков (роден на 4 септември 1975 г.) е бивш български футболист.

## Кариера
Киселичков играе основно в А група с екипа на Нефтохимик (Бургас) през успешния им период през 1990-те години. Той е известен като умел изпълнител на преки свободни удари.
На 10 юли 2017 г. Киселичков е назначен за треньор на отбора на Ботев (Пловдив) до 19 години. Старши треньор на Черноморец, Пирин (ГД), Локомотив (ГО), Септември (Симитли) и ЦСКА 1948.

## Личен живот
Киселичков е женен за Милена и е баща на три момчета, двама от които близнаци.